# Полікарпу Рібейру де Олівейра
Полікарпу Рібейру де Олівейра (порт. Polycarpo Ribeiro de Oliveira), більш відомий як Полі (порт. Poly, 21 грудня 1907, Макае, Бразилія — 23 серпня 1983, Кампус-дус-Гойтаказіс, Бразилія) — бразильський футболіст, що грав на позиції нападника за клуб «Американо», а також національну збірну Бразилії.

## Клубна кар'єра
У футболі дебютував 1924 року виступами за «Американо», кольори якого і захищав протягом усієї своєї кар'єри гравця, що тривала двадцять один рік. Залишається єдиним гравцем в історії «Американо», який був викликаний для участі в Кубку світу.

## Виступи за збірну
1930 року дебютував в офіційних матчах у складі національної збірної Бразилії. Цей матч став єдиним для нього за збірну.
У складі збірної був учасником чемпіонату світу 1930 року в Уругваї, де зіграв з Югославією (1:2).
Помер 23 серпня 1983 року на 76-му році життя у місті Кампус-дус-Гойтаказіс.

## Титули і досягнення
- Чемпіон міста Кампус-дус-Гойтаказіс (6): 1925, 1930, 1934, 1935, 1939, 1944